# Protestantische Sicherheitsplätze

Protestantische Sicherheitsplätze in Frankreich

Protestantische Sicherheitsplätze (französisch Places de Sûreté) wurden im Verlauf der Hugenottenkriege (1562–1598) in mehreren Erlassen und Vereinbarungen festgelegt. Sie ermöglichten die – zeitlich begrenzte – freie Religionsausübung ebenso wie eine eigenständige Ausgestaltung des politischen und wirtschaftlichen Lebens in der jeweiligen Stadt oder Region. Entsprechend der Verbreitung des Protestantismus in Frankreich befanden sie sich überwiegend im Süden und Südwesten des Königreichs.

## Geschichte
Im Edikt von Saint-Germain-en-Laye (17. Januar 1562) hatte die für ihren minderjährigen Sohn Karl IX. regierende Katharina von Medici den protestantischen Adligen weitgehende Zugeständnisse hinsichtlich ihrer Religionsausübung gemacht. Der Erlass wurde jedoch zunächst vom Parlament nicht angenommen und erst am 6. März, d. h. 5 Tage nach dem vom katholischen Herzog von Guise befehligten bzw. geduldeten Blutbad von Wassy in der Champagne, ratifiziert. In der Folge kam es zum 1. Hugenottenkrieg, dem in den Jahren 1568 bis 1598 noch sieben weitere folgen sollten. Diese wurden jeweils durch Friedensverträge beendet, in denen manchmal auch protestantische „Sicherheitsplätze“ festgelegt wurden, die sich jedoch oft nicht mit den tatsächlichen Gegebenheiten deckten und überdies meist zeitlich begrenzt waren, so dass die letztlich ungelösten inneren Konflikte erneut in kriegerischen Auseinandersetzungen mündeten.

## Verträge und Edikte
- Im Frieden von Saint-Germain (1570) wurden die vier Städte La Rochelle, Montauban, Cognac und La Charité-sur-Loire für jeweils zwei Jahre als „Sicherheitsplätze“ bestimmt.
- Im Edikt von Beaulieu (1576) wurden ohne zeitliche Begrenzung acht „Sicherheitsplätze“ gewährt: Issoire, Périgueux, Serres, Nyons, Seyne, Beaucaire, Mas-Grenier (damals Mas-de-Verdun) und Aigues-Mortes.
- Im Edikt von Poitiers (1577) wurde sieben Plätze für eine Dauer von sechs Jahren bestimmt: La Réole, Serres, Nyons, Seyne, Mas-Grenier, Montpellier und Aigues-Mortes.
- Im Vertrag von Nérac (1579) wurden insgesamt 14 „Sicherheitsplätze“ festgelegt: Bazas, Puymirol und Figeac sowie Ravel, Briatexte, Aleth, Saint-Agrève, Baix, Bagnols-sur-Cèze, Alet, Lunel, Sommières, Aimargues und Gignac; diese wurden im Vertrag von Fleix (1580) bestätigt.
- Im Edikt von Nantes (1598) wurden alle Plätze, die ein Jahr zuvor von den Protestanten gehalten worden waren, für eine Dauer von acht Jahren als Places de Sûreté bestimmt:
  - Généralité de Bordeaux: Castillon, Lectoure, L’Isle-Jourdain, Mas-Grenier, Figeac, Puymirol, Caumont, Bergerac, Monheurt, Mont-de-Marsan, Casteljaloux, Eauze, Mauvezin, Monflanquin, Tournon, Cadenac, Layrac, Tartas, Clairac
  - Généralité de Bourges: Argenton
  - Généralité de Grenoble: Grenoble, Barraux, Exiles, Puymore, Gap, Embrun, Montélimar, Briançon, Die, Nyons, Livron
  - Généralité de Limoges: Saint-Jean-d’Angély, Pons, Taillebourg, Royan
  - Généralité de Montpellier: Montpellier, Aigues-Mortes, Sommières, Clermont-de-Lodève, Fort de Peccais, Marvejols, Lunel, Gignac
  - Généralité d’Orléans: Jargeau, Loudun
  - Généralité de Poitiers: Niort, Châtellerault, Thouars, Fontenay-le-Comte, Marans, Maillezais, Saint-Maixent, Beauvoir-sur-Mer, Talmont-Saint-Hilaire
  - Généralité de Riom: Calvinet
  - Généralité de Toulouse: Castres
  - Généralité de Tours: Saumur, Vezins

De facto kamen noch weitere Places de Mariage oder Places particulières hinzu (siehe Karte oder Auflistungen in der französischen Wikipedia).

## Ende
Nach der endgültigen militärischen Niederlage der Hugenotten in La Rochelle hatte Ludwig XIII. im Gnadenedikt von Alès (1628) alle Places de Sûreté aufgehoben und die Glaubensausübung eingeschränkt, doch die Existenz von Protestanten auf französischem Boden wurde weiterhin geduldet. Im Edikt von Fontainebleau (1685) widerrief Ludwig XIV. alle Toleranzedikte seiner Vorgänger und bestimmte den Katholizismus als Staatsreligion, was die Auswanderung vieler Hugenotten zur Folge hatte.